# Секерчин (гмина)
Секерчин (пол. Siekierczyn) — сельская гмина (волость) в Польше, входит как административная единица в Любаньский повет, Нижнесилезское воеводство. Население 4517 человек (на 2004 год).

## Демография
| Перепись                       | Всего   | Всего | Женщины | Женщины | Мужчины | Мужчины |
| ------------------------------ | ------- | ----- | ------- | ------- | ------- | ------- |
| Единицы                        | человек | %     | человек | %       | человек | %       |
| Население                      | 4517    | 100   | 2324    | 51,5    | 2193    | 48,5    |
| Плотность населения (чел./км²) | 91,2    | 91,2  | 46,9    | 46,9    | 44,3    | 44,3    |

## Соседние гмины
1. Гмина Любань
2. Любань
3. Гмина Плятерувка
4. Гмина Суликув
5. Гмина Згожелец